# 8187 Akiramisawa
8187 Akiramisawa (1992 XL) là một tiểu hành tinh vành đai chính được phát hiện ngày 15 tháng 12 năm 1992 bởi S. Otomo ở Kiyosato.